# Jacuípe
Jacuípe is een gemeente in de Braziliaanse deelstaat Alagoas. De gemeente telt 7.045 inwoners (schatting 2009).
De gemeente grenst aan Campestre, Porto Calvo, Jundiá, Maragogi en Água Preta.